# Wurzel (Comic)
Wurzel (englisch Fred Basset) ist ein Comic Strip über einen Hund der Rasse Basset, der dessen Erlebnisse mit Herrchen und Frauchen aus Hundesicht in humoristischer Weise mit ironischen Kommentaren schildert.
Der Strip wurde 1963 vom schottischen Comiczeichner Alexander S. Graham (1917–1991) geschaffen. Seit Grahams Tod wird der Strip vom Zeichner Michael Martin betreut und nach Ideen von Grahams Tochter Arran Keith gestaltet. Zielgruppe sind insbesondere Hundefreunde. Die 50-Jahr-Feier fand am 8. Juli 2013 mit Arran Keith in Deutschland im LiteraturBistro der Stadtbibliothek Duisburg statt.

## Veröffentlichung
Wurzel erschien erstmals in der britischen Zeitung Daily Mail am 8. Juli 1963. Seitdem erschienen über 15.000 Comicstrips, unter anderem auch in Italien (als Lillo), der Schweiz, Österreich, Norwegen (Lorang), Schweden (Laban) und Finnland (Pitko und Retu). Seit 1963 wurden in Großbritannien über 70 Sammelbände veröffentlicht. Seit 1978 erscheint jedes Jahr ein Monatskalender. In Deutschland erschienen insgesamt 14 Bände (von 1976 bis 2008), im B & L Verlag zwei Bände, im BSE Verlag zwei Bände, im Goldmann Verlag drei Bände, im Heyne Verlag vier Bände, im Verlag Frankfurter Bücher, im Societäts-Verlag und im Lingen Verlag jeweils ein Band. In den Ruhr-Nachrichten und in der Kölnischen Rundschau erscheint täglich eine Bildgeschichte von Wurzel.